# Milmarcos (kommunhuvudort)
Milmarcos är en kommunhuvudort i Spanien.   Den ligger i provinsen Provincia de Guadalajara och regionen Kastilien-La Mancha, i den centrala delen av landet, 170 km öster om huvudstaden Madrid. Milmarcos ligger 1 062 meter över havet och antalet invånare är 116.
Terrängen runt Milmarcos är kuperad norrut, men söderut är den platt. Runt Milmarcos är det mycket glesbefolkat, med 3 invånare per kvadratkilometer. Närmaste större samhälle är Ibdes, 14,9 km norr om Milmarcos. Omgivningarna runt Milmarcos är i huvudsak ett öppet busklandskap.